# Christopher Middleton (Dichter)
John Christopher Middleton (* 10. Juni 1926 in Truro; † 29. November 2015 in Austin, Texas) war ein britischer Lyriker, Dichter und Übersetzer.

## Leben
Christopher Middleton war im Zweiten Weltkrieg Soldat bei der Royal Air Force. 1948 studierte er am Merton College der Universität Oxford. Er lehrte von 1952 bis 1955 an der Universität Zürich, anschließend am King’s College London der Universität London. 1966 wechselte er an die University of Texas at Austin.
Christopher Middleton legte ein umfangreiches lyrisches Werk vor. Zudem war er ein vielgefragter Übersetzer. Er übersetzte unter anderem Johann Wolfgang von Goethe, Friedrich Hölderlin, Eduard Mörike, Friedrich Nietzsche, Hugo von Hofmannsthal, Robert Walser, Gottfried Benn, Georg Trakl, Georg Heym, Günter Grass, Günter Kunert, Gert Hofmann und Christoph Meckel. Die deutsche Sprache war ihm so vertraut und lieb, dass er eigene Gedichte ins Deutsche übersetzte. Er übersetzte zudem aus der französischen, schwedischen, spanischen, arabischen und türkischen Sprache.

## Ehrungen und Auszeichnungen
Middleton war 1964 der erste Preisträger des Geoffrey Faber Memorial Prize. Er war seit den 1970er-Jahren Mitglied der Akademie der Künste in Berlin. Er erhielt den Schlegel-Tieck-Übersetzerpreis und in seinem Todesjahr einen Cholmondeley Award für sein lyrisches Gesamtwerk.